# Águas Frias (Chaves)
Águas Frias is een plaats (freguesia) in de Portugese gemeente Chaves en telt 897 inwoners (2001).